# 八番
八番（はちばん）は、愛知県名古屋市熱田区にある町名。現行行政地名は八番一丁目及び八番二丁目。住居表示実施済み。

## 地理
名古屋市熱田区の西部に位置し、南に港区九番町、北に古新町、東に六番、西に中川区十番町と接する。

## 歴史

### 町名の由来
熱田新田を一番割から三十三番割まで分割したうちの八番割に相当することによる。

### 沿革
- 1940年（昭和15年）
  - 10月2日 - 港区熱田新田東組の一部により、同区八番町が成立[2]。
  - 10月10日 - 港区熱田新田東組の一部を編入する[2]。
- 1944年（昭和19年）2月11日 - 熱田区に編入され、同区八番町となる[2]。
- 1982年（昭和57年）11月14日 - 熱田区八番一丁目が八番町・熱田新田東組・古新町・六番町の各一部により、八番二丁目が八番町・六番町・熱田新田東組の各一部によりそれぞれ成立する[2]。また、八番町は八番一丁目・八番二丁目および六番三丁目にそれぞれ編入され消滅[2]。

## 世帯数と人口
2018年（平成30年）12月1日現在の世帯数と人口は以下の通りである。
| 丁目       | 世帯数  | 人口    |
| ---------- | ------- | ------- |
| 八番一丁目 | 187世帯 | 412人   |
| 八番二丁目 | 704世帯 | 1,561人 |
| 計         | 891世帯 | 1,973人 |

### 人口の変遷
国勢調査による人口の推移
| 1995年（平成7年）  | 1,085人 | [ WEB 5 ] |  |
| 2000年（平成12年） | 1,083人 | [ WEB 6 ] |  |
| 2005年（平成17年） | 1,491人 | [ WEB 7 ] |  |
| 2010年（平成22年） | 1,451人 | [ WEB 8 ] |  |
| 2015年（平成27年） | 1,922人 | [ WEB 9 ] |  |

## 学区
市立小・中学校に通う場合、学校等は以下の通りとなる。また、公立高等学校に通う場合の学区は以下の通りとなる。なお、小学校は学校選択制度を導入しておらず、番毎で各学校に指定されている。
| 丁目       | 小学校                                    | 中学校                 | 高等学校 |
| ---------- | ----------------------------------------- | ---------------------- | -------- |
| 八番一丁目 | 名古屋市立船方小学校 名古屋市立大宝小学校 | 名古屋市立日比野中学校 | 尾張学区 |
| 八番二丁目 | 名古屋市立船方小学校                      | 名古屋市立日比野中学校 | 尾張学区 |

## 交通
- 国道1号

## 施設

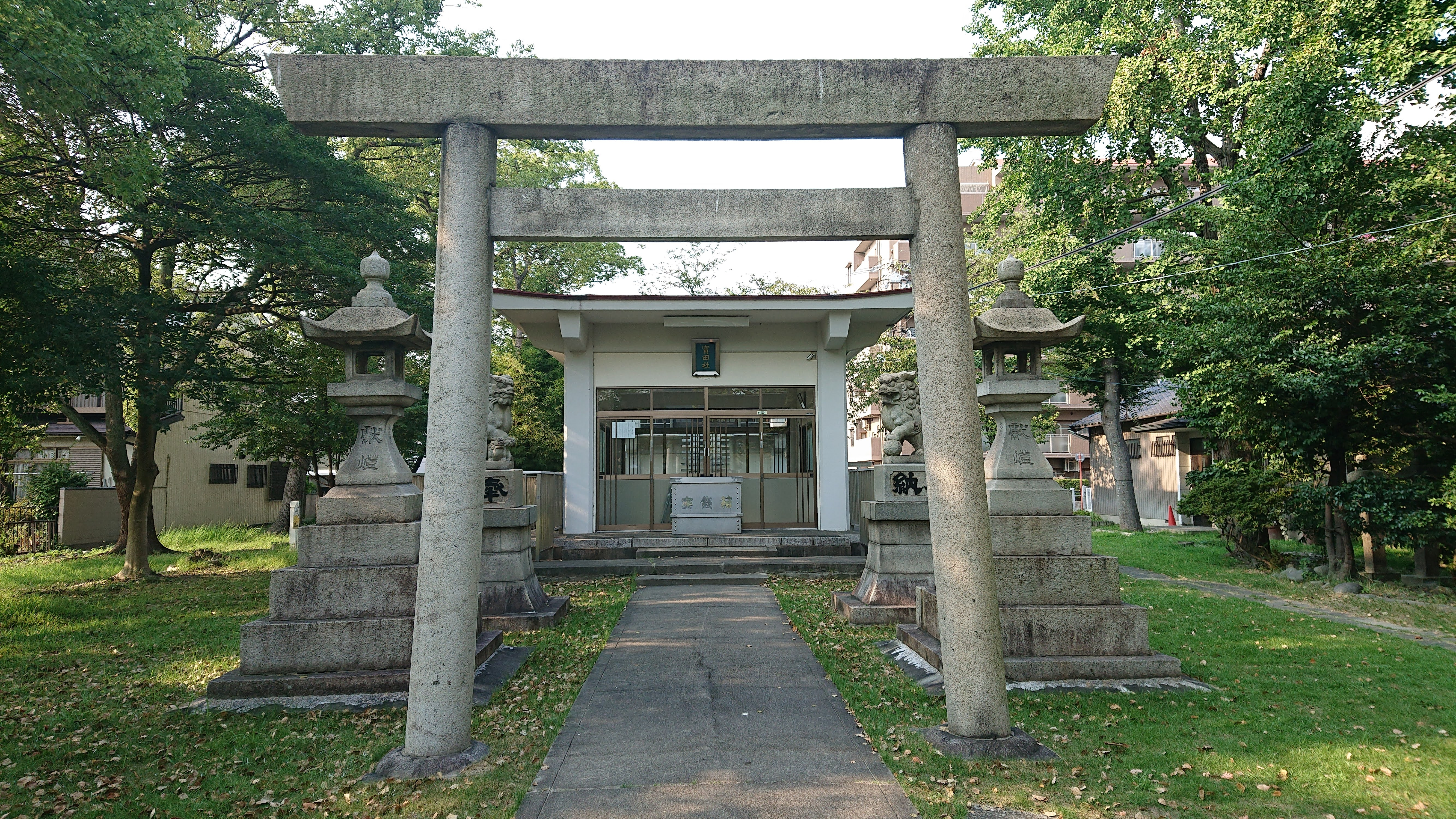
宝田社
- 専光寺
- 八・九番割観音堂

- 宝田社

## その他

### 日本郵便
- 郵便番号 : 456-0059[WEB 2]（集配局：熱田郵便局[WEB 12]）。

### WEB
1. 1 2  “町・丁目(大字)別、年齢(10歳階級)別公簿人口(全市・区別)”.   名古屋市 (2018年12月20日). 2019年1月6日閲覧。
2. 1 2  “郵便番号”.  日本郵便. 2019年1月6日閲覧。
3. ↑  “市外局番の一覧”.   総務省. 2019年1月6日閲覧。
4. ↑  “熱田区の町名”.   名古屋市 (2015年10月21日). 2019年1月12日閲覧。
5. ↑  総務省統計局 (2014年3月28日). “平成7年国勢調査の調査結果(e-Stat) - 男女別人口及び世帯数 －町丁・字等” (CSV). 2019年4月27日閲覧。
6. ↑  総務省統計局 (2014年5月30日). “平成12年国勢調査の調査結果(e-Stat) - 男女別人口及び世帯数 －町丁・字等” (CSV). 2019年4月27日閲覧。
7. ↑  総務省統計局 (2014年6月27日). “平成17年国勢調査の調査結果(e-Stat) - 男女別人口及び世帯数 －町丁・字等” (CSV). 2019年4月27日閲覧。
8. ↑  総務省統計局 (2012年1月20日). “平成22年国勢調査の調査結果(e-Stat) - 男女別人口及び世帯数 －町丁・字等” (CSV). 2019年4月27日閲覧。
9. ↑  総務省統計局 (2017年1月27日). “平成27年国勢調査の調査結果(e-Stat) - 男女別人口及び世帯数 －町丁・字等” (CSV). 2019年4月27日閲覧。
10. ↑  “市立小・中学校の通学区域一覧”.   名古屋市 (2018年11月10日). 2019年1月14日閲覧。
11. ↑  “平成29年度以降の愛知県公立高等学校（全日制課程）入学者選抜における通学区域並びに群及びグループ分け案について”.   愛知県教育委員会 (2015年2月16日). 2019年1月14日閲覧。
12. ↑  郵便番号簿 平成29年度版 - 日本郵便. 2019年01月06日閲覧 (PDF)

### 書籍
1. ↑  名古屋市計画局 1992, p. 435.
2. 1 2 3 4 5  名古屋市計画局 1992, p. 814.